# Juho Sunila
Johan (Juho) Emil Sunila (Liminka, 16 agosto 1875 – Helsinki, 2 ottobre 1936) è stato un politico finlandese.
Membro della Lega Agraria, fu due volte primo ministro: dal dicembre 1927 al dicembre 1928 e dal marzo 1931 al dicembre 1932.
Dopo il ritiro di Santeri Alkio dal parlamento nel 1922, Sunila divenne assieme a Kyösti Kallio uno dei principali esponenti della Lega Agraria. Durante i due governi Kallio e il governo Tulenheimo, sostenuto dal governatore della provincia di Viipuri e dal presidente della Repubblica Lauri Kristian Relander, propose, in qualità di ministro dell'Agricoltura, alcune riforme per rendere più produttivo il settore primario.